# Покровка (Мелеузівський район)
Покро́вка (рос. Покровка, башк. Покровка) — присілок у складі Мелеузівського району Башкортостану, Росія. Входить до складу Корнієвської сільської ради.
Населення — 128 осіб (2010; 112 в 2002).
Національний склад:
- казахи — 52%
- росіяни — 44%